# Daniel N. Dunlop
Daniel Nicol Dunlop (Kilmarnock, 1868. december 28. – London, 1935. május 30.) skót üzletember, teozófus, antropozófus.

## Élete
Apja Alexander Dunlop építész volt, anyja Catherine, aki a gyermek Daniel ötéves korában meghalt. A kis Daniel anyai nagyapja Daniel Nicol, gael nyelven beszélő halász házában nőtt fel, a kelta kőkörökről ismert Arran szigetén.
- 9 éves korában baráti körben már Krisztusról tartott előadásokat.
- 14 éves korában, egy éjszaka meghalt nagyapja. A váratlan esemény hatására őt és önmagát látta a régi Egyiptomban és Görögországban, előző életük folyamán. Ezek után visszaköltözött a szigetről, és egy ardrossani gépgyárban tanonckodott. Miután apjával nem értették meg egymást, elköltözött otthonról.
- 17 éves korában Glasgow-ban egy kerékpár-kereskedőnél talált állást, éjjelente filozófiát és okkultizmust tanulmányozott.
- 19 éves korában, egy írországi látogatása során ismerte meg George William Russellt, akivel életre szóló barátságot kötött.
- 21 éves korában, 1889-ben, Dunlop átköltözött Dublinba, ahol bor- és teakereskedőként dolgozott. Itt egy baráti körben – melyhez Yeats is tartozott, és amelyben teozófiával foglalkoztak – megismerkedett Louisa Fitzpatrick-al, akit két év múlva feleségül vett. Házasságukból két lányuk és egy fiuk született.
- 1892 és 1897 között kiadja és szerkeszti a The Irish Theosophist c. folyóiratot.
- 1897-ben áttelepültek New Yorkba. Dunlop a Pierce & Miller gépgyárban dolgozik, majd 1899-ben kinevezik a Westinghaus cég európai kereskedelmi vezetőjévé. Ezután visszaköltöznek Londonba.
- Cikkeket ír a Theosophical Review számára, majd egy teozófus kongresszuson hallja először Rudolf Steiner előadását, ami meghatározza további életpályáját. Kiadja a The Path c. havi folyóiratot. Ugyanebben az időben megalapítja a British Electrical And Allied Manufacturers' Association-t (Brit Gazdasági Szövetség).
- 1912-ben felkéri Alfons Baron Walleent, hogy az általa elnökölt Light-On-The-Path-Loge-ban tartson előadásokat Rudolf Steiner Krisztus-tanításairól. Dunlop így akarta bevezetni az angol emberek számára Steiner elméleteit.
- A háború alatt megjelenteti British Destiny c. tanulmányát. Ugyanekkor publikálja The Path of Attainment c. könyvét a szellemi fejlődésről.
- 1919-ben megjelenteti The Science of Immortality tanulmányát, melyben először utal közvetlenül Steinerre.
- 1920 decemberében belép az Antropozófiai Társaságba.
- 1922 tavaszán, Londonban találkozik először Rudolf Steinerrel. „Az első találkozás hozta a kétségtelen felismerést: itt van a tudó, a beavatott, az, aki a szellemet a maga korába beleviszi.” E találkozás után kilépett a Teozófiai Társaságból.
- 1923-ban Dunlop kezdeményezésével jött létre a Penmaenmawr-i, majd 1924-ben a Torquay-i nyári iskola, ahol a már beteg Steiner tartotta a lényegi előadásokat.
- 1924 júliusában nyílt meg Dunlop szervezésében a World Power Conference, mely az első nemzetközi konferencia volt a háború után, amin Németország is részt vett.
- 1925, Rudolf Steiner halála után Dunlop minden erejével a szellemtudomány elterjesztésén fáradozott. „Az antropozófia új szervet fejlesztett ki bennem”, mondta. Gondoskodott Steiner és Ita Wegman közösen írt orvosi könyvének angol fordításáról.
- 1927-ben pedig további nyári iskolát szervezett Skóciában.
- 1928-ban ő rendezte az első nagy antropozófus világkonferenciát Londonban.
- Számos embert segített angliai működéshez, például Eugen Koliskót, Karl Königet, vagy Walter Johannes Steint. Utóbbit ő kérte fel az időközben állandó szervezetté vált World Power Conference (ma World Energy Conference) munkatársaként, hogy települjön át Angliába.
- 1930-tól Dunlop vette át a Nagy-Britanniai Antropozófiai Társaság elnökségét. Az ő gondozásában jelent meg az Antroposophical Movement és az Antroposophy.
- 1932-ben Dunlop szükségesnek tartotta egy nemzetközi szervezet, az International Association for the Advancement of Spiritual Science megalakítását.
- 1934-ben újból megszervezett egy nagy nyári iskolát Westonbirtben. Az itt jelenlévők és a munkatársak között szerepelt például W. J. Stein, Eugen Kolisko, Rudolf Hauschka is.
- 1935-ben Dunlopot, mint az „Egyesült szabad antropozófus csoportok” képviselőjét kizárták az Általános Antropozófiai Társaságból, egy sor más személyiséggel együtt.

Daniel Dunlop 1935. május 30-án halt meg, Áldozócsütörtökön, egy vakbélgyulladás következtében, Londonban. Hamvasztására a világ minden részéről érkeztek emberek, akik Dunlopot apjukként vagy barátjukként tisztelték. Ita Wegman utolsó beszédét tartotta meg Londonban, ahol a halott arcának megpillantásakor szerzett élményéről ezt mondta: „A halott arcában őseredeti lénye jelent meg. A szellem jelei igaz alakjukban mutatkoztak meg, nemzeti hovatartozástól, neveléstől vagy a hétköznapok gondjaitól mentesen.”
[Forrás: https://web.archive.org/web/20070928044352/http://www.palgrave.com/pdfs/0333750233.pdf] (angol)

## Főbb művei
- The Science of Immortality (részlet: Individualitás és személyiség) Archiválva 2007. szeptember 28-i dátummal a Wayback Machine-ben

## Ajánlott irodalom
- Thomas Meyer: Én-erő és tisztánlátás (Ita Wegman Alapítvány, 2007) A könyvet a szerző Dunlopnak ajánlotta
- Thomas Meyer: D. N. Dunlop. Kor- és életrajz; utószó Owen Barfield, ford. Wirth-Veres Gábor, Győrffy Orsolya; Natura-Budapest Kft.–Ita Wegman Alapítvány, Bp., 2010